# Austrozele fuscivertex
Austrozele fuscivertex är en stekelart som först beskrevs av Günther Enderlein 1920.  Austrozele fuscivertex ingår i släktet Austrozele och familjen bracksteklar. Inga underarter finns listade.